# M14
 Тази статия е за звездния куп.  За оръжието вижте M14 (пушка).  
М14 (също познат като Месие 14 или NGC 6402) е кълбовиден звезден куп в съзвездието Змиеносец.
М14 има ширина от около 10 светлинни години и съдържа 70 променливи звезди. Този обект има плътна средна част. През 1938 г. се появява Нова в М14, но е открита чак през 1964 г., когато на фотографските плаки, правени в периода от 1932 до 1963 г. се забелязва новата звезда – тя е запечатана на плаките от 21 до 28 юни 1938 г. като звезда с магнитуд, равен на 16. Това е втората нова в сферичен звезден куп след новата от М80 от 1860 г., Т от Скорпион, и първата фотографирана.
М14 е първият фотографиран с CDD сферичен звезден куп.
Открит е от френския астроном Шарл Месие през 1764 г.
В Нов общ каталог се води под номер NGC 6402.
Разстоянието до М14 e изчислено на около 30 000 светлинни години.